# Chahzadé
Chahzadé (du persan شاهزاده / šâhzâde) était le titre porté par les princes du sang de Perse, de l’Empire ottoman et de l’Empire moghol.